# 뱌체슬라프 부차예프
뱌체슬라프 겐나디예비치 부차예프(러시아어: Вячесла́в Генна́дьевич Буца́ев, 1970년 6월 13일~)는 소련과 러시아의 아이스하키 선수, 지도자로 포지션은 센터이다. 동생인 유리도 아이스하키 선수로 활동했으며, 내셔널 하키 리그(NHL)의 필라델피아 플라이어스와 산호세 샤크스, 마이티 덕스 오브 애너하임, 오타와 세너터스, 플로리다 팬서스, 탬파베이 라이트닝에서 뛰었다.
국제 대회에 소련과 러시아 국가대표팀의 일원으로 활약했으며, 소련 대표팀 소속으로 1991년 세계 아이스하키 선수권 대회에서 동메달을 획득했다. 이후 독립국가연합의 일원으로 1992년 동계 올림픽에서 금메달을 획득했으며, 1993년 세계 선수권 대회에서 금메달을 획득했다.